# Истхем, Джордж (старший)
Джордж Ри́чард И́стхем (англ. George Richard Eastham; 13 августа 1914, Блэкпул, Англия — январь 2000, Южно-Африканская Республика) — английский футболист и тренер. За сборную Англии выступил всего лишь один раз в товарищеском матче, который состоялся 18 мая 1935 года, против сборной Голландии.
Джордж Ричард Истхем является отцом Джорджа Эдварда Истхема и братом Гарри Истхема.